# Vêpres niçoises
Les Vêpres niçoises sont trois jours de soulèvement populaire des habitants de Nice en février 1871 en faveur de l’union du comté de Nice au royaume d'Italie.  

## Contexte et déroulement
En 1871, les listes pro-italiennes obtiennent la quasi-totalité des suffrages aux élections législatives (26 534 voix sur 29 428 suffrages exprimés). À la nouvelle de la victoire du parti pro-italien, les Niçois descendent dans la rue en exultant : le résultat électoral est la réponse la plus claire au faux plébiscite de 1860. Selon l’avocat général d’Aix une « foule tumultueuse parcourut les rues de Nice et se rendit sous les fenêtres du consul général d’Italie aux cris de « Vive Nice, Vive l’Italie ». Parmi la foule qui manifestait, il y avait ceux qui portaient un drapeau avec l'inscription INRI qui signifiait « I Nizzardi Ritorneranno Italiani : Les Niçois redeviendront Italiens »,. »
Après dix ans de presse périodique uniquement en français, à cause de la suppression des journaux de langue italienne après l’annexion à la France, le 6 novembre 1870 un journal de langue italienne, Il Diritto di Nizza, est republié à Nice. Le journal est dirigé par Giuseppe André, qui sera l’auteur d’une chronique passionnée de ces jours de manifestations à Nice. Henri Sappia laisse également un fort témoignage de ces événements dans son œuvre Nizza Contemporanea. Ces personnalités, à travers leurs publications, ainsi que Giuseppe Garibaldi, deviennent de véritables symboles du fort sentiment italophile de la population niçoise, qui s’opposait à la politique de francisation de la langue et de la culture mise en œuvre par le gouvernement français depuis l’annexion. Le professeur Angelo Fenocchio, ancien directeur du journal Il Nizzardo, ensuite exilé à Savone, publie un pamphlet, I Nizzardi e l'Italia, qui affirme que « toute l'histoire de Nice est une opposition à notre séparation de l'Italie, contre l’incorporation à la Gaule. »
Le 9 février 1871, la police se rend aux offices de Il Diritto di Nizza, qui est immédiatement supprimé. Le gouvernement français envoie 10 000 soldats à Nice. Les manifestations sont réprimées par des coups de feu tirés par les militaires français. De nombreuses arrestations ont été effectuées pendant ces jours. La révolte est totalement réprimée le 11 février. L'échec des Vêpres entraîne l'expulsion des derniers intellectuels pro-italiens de Nice et accélère le phénomène d’éradication de l’italianité  commencée avec l’exode niçois.
L'expression de « vêpres niçoises », employé par le préfet Marc Dufraisse, est une allusion aux Vêpres siciliennes de 1282.